# Калмыцкие Мысы
Калмыцкие Мысы — село в Поспелихинском районе Алтайского края. Административный центр муниципального образования Калмыцко-Мысовской сельсовет.

## География
Село Калмыцкие Мысы расположено на реке Локтевка, притоке реки Чарыш.
Ландшафт территорий, на которых располагается село, соответствует природно-климатической зоне Поспелихинского района и юго-западной окраине Алейской степи (Приобское плато), рельеф которой представляет собой равнины со склонами, изрезанными террасами и следами древних ложбин водостоков. В низинах образованы озера.
Уличная сеть
| ул. Трактовая    | ул. Новая      |
| ул. Фестивальная | ул. Садовая    |
| ул. Молодёжная   | ул. Лисянского |
| ул. Береговая    | ул. Заречная   |
| пер. Западный    | пер. Южный     |
| пер. Центральный |                |

## История
Достоверная дата образования — 1820 год, первое упоминание о селе, предположительно, — 1776 год. Массовое переселение на Алтай из центральных районов России приходится на вторую половину XVIII в. Приблизительно в 80-е годы XVIII века в нижнем течении реки Локтевка образовалось село Кол-Мысовское, расположенное вдоль новой дороги, в которое переселилось основное число жителей из села Усть-Локтевка. В XIX веке основаны села Калмыцкие Мысы, Клепичиха, Поломошное и Николаевка.
Когда и при каких обстоятельствах исчезла деревня Усть-Локтевка — неизвестно, можно предположить, что её жители переселились выше по течению реки, в более удобное для жизни место, а село назвали Кол-Мысовское. Хронологические варианты названия села: деревня Калмыцкие Мысы, Калмыцкая, село Калмыцко-Мысовское. В месте расположения села река делает крутой поворот и образует мыс. Видимо, по составу жителей села (в 1943 калмыки были высланы на Алтай). В понятие входили не только алтайцы (СРГА, т. 2, ч. 1, с. 10), но и киргизы, казахи, калмыки) и местоположению его назвали «Калмацкие Мысы».
В селе был построен Храм Покрова Пресвятой Богородицы, который был закрыт в 1938 году по решению оргкомитета № 2288 от 17.12.38. Записи о храме отражены в Справочной книге по Томской епархии за 1911 год, где также находятся сведения о Калмыцко-Мысовском приходе (Документы по истории церквей и религиозных объединений в Алтайском крае.-Барнаул,1999. -С.106).
Вблизи села Калмыцкие Мысы проходил Змеиногорский тракт, по нему приписные крестьяне возили руду из Горной Колывани на Барнаульский сереброплавильный завод. В селе не было крупных промышленных предприятий, крестьяне катали пимы, шили шубы и обувь, занимались земледелием и скотоводством.

## Население
| 1926  | 1997  | 1998  | 2000  | 2001  | 2002  |
| ----- | ----- | ----- | ----- | ----- | ----- |
| 3612  | ↘1657 | ↘1643 | ↘1603 | ↘1571 | ↘1540 |
| 2003  | 2004  | 2005  | 2006  | 2007  | 2008  |
| ↗1580 | ↘1530 | ↘1525 | ↘1420 | ↘1391 | ↗1422 |
| 2009  | 2010  | 2011  | 2012  | 2013  | 2014  |
| ↘1367 | ↘1265 | ↘1264 | ↘1249 | ↘1237 | ↘1201 |
| 2015  | 2016  | 2017  | 2018  | 2019  | 2020  |
| ↘1176 | ↘1151 | ↘1121 | ↗1123 | ↘1110 | ↘1100 |
| 2021  |       |       |       |       |       |
| ↘1056 |       |       |       |       |       |

## Инфраструктура
В селе работают крестьянско-фермерские хозяйства, торговые организации, СПК «Знамя Родины», филиал Поспелихинской МОУ Калмыцко-Мысовская СОШ, детский сад, культурно-досуговый центр, филиал межпоселенческой библиотеки, а также АРГО ООО «РНСП» (региональный союз пчеловодов). Построена новая детская игровая площадка, обустроена хоккейная коробка для зимних игр .
В селе начали восстанавливать храм Покрова Пресвятой Богородицы, возведённый в 1895 году и разрушенный более столетия назад.
Транспорт
Ближайшая станция железной дороги, которая связывает село с Барнаулом, Рубцовском, Алейском, Казахстаном, находится в Поспелихе. Через район проходит федеральная автодорога Новосибирск–Семипалатинск.

## Достопримечательности
На южной окраине села находится памятник археологии регионального значения — курганная группа Калмыцкие Мысы-I, состоящая из 12 археологических памятников.